# Råsundastadion
Het Råsundastadion was het nationale voetbalstadion van Zweden. Het lag in Solna, een voorstad van Stockholm en werd geopend op 17 mei 1937. Oorspronkelijk was de capaciteit 40.000 toeschouwers maar in verband met het wereldkampioenschap voetbal 1958 (waarvan de finale in dit stadion werd gespeeld) werd de capaciteit uitgebreid tot 50.000 toeschouwers.
Het toeschouwersrecord bedraagt 52.943 en werd gevestigd op 26 september 1965 in het WK-kwalificatieduel Zweden - West-Duitsland. Naderhand viel de capaciteit terug tot 36.000 toeschouwers.
Alle wedstrijden van AIK Solna en de derby's van de Stockholmse voetbalteams werden hier gespeeld. In 1995 was het stadion toneel van de finale van het wereldkampioenschap voor vrouwen. In 2006 besliste de Zweedse voetbalbond een nieuw nationaal stadion te bouwen. In 2012 werd dit stadion, onder de naam Friends Arena, officieel geopend. Het Råsundastadion is in de loop van 2013 gesloopt.

## WK/EK-interlands
Tijdens het WK van 1958 werd onder andere de finale in dit stadion gespeeld. Ook in 1992 werd het stadion gebruikt voor een groot voetbaltoernooi, het Europees kampioenschap voetbal van 1992.
| №       | Datum        | Wedstrijd            | Uitslag | Competitie               | Toeschouwers |
| ------- | ------------ | -------------------- | ------- | ------------------------ | ------------ |
| WK 1958 |              |                      |         |                          |              |
| 1       | 8 juni 1958  | Zweden – Mexico      | 3 – 0   | WK 1958                  | 45.000       |
| 2       | 11 juni 1958 | Mexico – Wales       | 1 – 1   | WK 1958                  | 25.000       |
| 3       | 12 juni 1958 | Zweden – Hongarije   | 2 – 1   | WK 1958                  | 40.000       |
| 4       | 15 juni 1958 | Zweden – Wales       | 0 – 0   | WK 1958                  | 35.000       |
| 5       | 17 juni 1958 | Wales – Hongarije    | 2 – 1   | WK 1958                  | 20.000       |
| 6       | 19 juni 1958 | Zweden – Sovjet-Unie | 2 – 0   | WK 1958                  | 45.000       |
| 7       | 24 juni 1958 | Frankrijk – Brazilië | 2 – 5   | WK 1958                  | 27.000       |
| 8       | 29 juni 1958 | Zweden – Brazilië    | 2 – 5   | Finale WK 1958           | 51.800       |
| EK 1992 |              |                      |         |                          |              |
| 9       | 10 juni 1992 | Zweden – Frankrijk   | 1 – 1   | EK 1992 - Groepsfase (A) | 29.860       |
| 10      | 14 juni 1992 | Zweden – Denemarken  | 1 – 0   | EK 1992 - Groepsfase (A) | 29.902       |
| 11      | 17 juni 1992 | Zweden – Engeland    | 2 – 1   | EK 1992 - Groepsfase (A) | 30.126       |
| 12      | 21 juni 1992 | Zweden – Duitsland   | 2 – 3   | EK 1992 - Halve finale   | 28.827       |

Råsunda stadion (Stockholm) · Nya Ullevi (Gothenburg) · Malmö Stadion (Malmö) · Tunavallen (Eskilstuna) · Nya Parken (Norrköping) · Jernvallen (Sandviken) · Rimnersvallen (Uddevalla) · Olympia (Helsingborg) · Ryavallen (Borås) · Örjans Vall (Halmstad) · Eyravallen (Örebro) · Arosvallen (Västerås)
Behrn Arena (Örebro SK) ·
Borås Arena (IF Elfsborg) ·
Falkenbergs IP (Falkenbergs FF) ·
Gamla Ullevi (IFK Göteborg) ·
Grimsta IP (IF Brommapojkarna) ·
Guldfågeln Arena (Kalmar FF) ·
Kopparvallen (Åtvidabergs FF) ·
Nya Parken (IFK Norrköping) ·
Olympia (Helsingborgs IF) ·
Rambergsvallen (BK Häcken) ·
Strandvallen (Mjällby AIF) ·
Strawberry Arena (AIK Fotboll) ·
Strömvallen (Gefle IF) ·
Eleda Stadion (Malmö FF) ·
Tele2 Arena (Djurgårdens IF) ·
Örjans vall (Halmstads BK)
Ängelholms IP (Ängelholms FF) ·
Finnvedsvallen (IFK Värnamo) ·
Gamla Ullevi (GAIS Göteborg) ·
Jämtkraft Arena (Östersunds FK) ·
Landskrona IP (Landskrona BoIS) ·
Myresjöhus Arena (Östers IF) ·
Norrporten Arena (GIF Sundsvall) ·
Påskbergsvallen (Varbergs BoIS) ·
Skarsjövallen (Ljungskile SK) ·
Stadsparksvallen (Jönköpings Södra IF) ·
Stora Valla (Degerfors IF) ·
Studenternas IP (IK Sirius FK) ·
Södertälje Fotbollsarena (Assyriska Föreningen, Syrianska FC) ·
Tele2 Arena (Hammarby IF) ·
Vapenvallen (Husqvarna FF)
Arosvallen ·
Bårsta IP ·
Enavallen ·
Folkungavallen ·
Fredriksskans IP ·
Gamla Ullevi ·
Herrgärdets IP ·
Hillängens IP ·
Jernvallen ·
Johanneshovs IP ·
Kamratvallen ·
Lövåsvallen ·
Malmö IP ·
Malmö Stadion ·
Motala IP ·
Norra IP ·
Ramnavallen ·
Råsunda IP ·
Råsundastadion ·
Rimnersvallen ·
Ruddalens IP ·
Ryavallen ·
Sandåkerns IP ·
Skogsvallen ·
Slottsskogsvallen ·
Olympisch Stadion (Stockholm) ·
Söderstadion ·
T3 Arena ·
Trollebo IP ·
IJsbaan van Eskilstuna ·
Ullevi ·
Vägga IP ·
Vångavallen ·
Värendsvallen